# Confessio Amantis
Confessio Amantis ("Confessione di un amante") è un poema di 33 000 versi scritto in lingua inglese media da John Gower, che usa la confessione fatta da un anziano amante alla sacerdotessa di Venere, come motivo conduttore per unire una serie di brevi poemi narrativi. Secondo il prologo, fu composto su commissione di Riccardo II. Si erge, assieme agli scritti di Chaucer, Langland, e il "Pearl Poet", come una delle grandi opere del tardo XIV secolo.
In genere è di solito considerato un poema di consolazione, una forma medievale ispirata a De consolatione philosophiae di Boezio e caratterizzata da opere come Pearl. Nonostante questo, è più spesso studiato insieme ad altre collezioni di racconti con strutture simili, come il Decameron di Boccaccio, e in particolare I racconti di Canterbury di Chaucer, con i quali la Confessio ha diverse storie in comune.

## Storia testuale
La composizione dell'opera ebbe probabilmente inizio intorno al 1386 e venne completata nel 1390. Il prologo di questa prima edizione racconta che l'opera fu commissionata da Riccardo II dopo un incontro casuale con il poeta sulla chiatta reale in navigazione sul Tamigi; l'epilogo dedica il lavoro a Riccardo e a Geoffrey Chaucer, come "discepolo e poeta" di Venere. Questa versione dell'opera ebbe una circolazione capillare, forse a causa delle sue connessioni con i reali (Peck 2000), ed è stata la più popolare delle opere di Gower, con almeno 32 dei 49 manoscritti sopravvissuti che contengono questa edizione della Confessione
La storia successiva è complicata e non del tutto certa. Nel corso degli anni sono apparse molte revisioni, alcune delle quali di Gower e altre probabilmente di singoli scribi. Quella che segue è la storia convenzionale, come formulata da Macaulay (1901). La vera storia è probabilmente un po' più complicata (si veda ad esempio Watt 2003:11–13 per una panoramica dei lavori più recenti).
Secondo Macaulay, una revisione è stata pubblicata intorno al 1392, con alcune modifiche significative: in particolare, la maggior parte dei riferimenti a Riccardo vengono rimossi, così come la dedica a Chaucer, e questi vengono sostituiti con una nuova dedica a Enrico di Lancaster, il futuro Enrico IV. Si è comunemente ipotizzato che ciò riflette un cambiamento nella lealtà del poeta, e in effetti ci sono segnali che indicano che Gower era più legato ad Enrico in questo periodo; ma anche se poi Gower attaccò Riccardo più avanti nel decennio, non ci sono prove che questi primi cambiamenti indicassero una particolare ostilità verso Riccardo o Chaucer (Peck 2000), ed è stato sostenuto che il processo di revisione non è stato motivato politicamente, ma iniziato piuttosto perché Gower desiderava migliorare lo stile del lavoro (Burrows 1971: 32), e la modifica delle dediche era una questione puramente secondaria.
Una terza e definitiva edizione del 1393, portava la dedica ad Enrico. Mentre solo pochi manoscritti di questa versione sono giunti ai nostri giorni, è stata presa come rappresentazione della visione finale di Gower sull'opera, ed è la versione più conosciuta, essendo servita come base di tutte le edizioni moderne.

## Stile e linguaggio
Le prime opere di Gower erano scritte in anglo-normanno e in latino. Non è certo il motivo per cui scelse di scrivere il suo terzo lungo poema in lingua inglese; l'unico motivo che Gower dà, è che «fewe men endite In oure englyssh» ("pochi uomini compongono [poesia] nel nostro inglese", prol.22–23). È stato suggerito che era l'influenza di Chaucer, che aveva in parte dedicato il suo Troilo e Criseide a Gower, a convincerlo che il volgare era un linguaggio adatto alla poesia, e l'influenza di Chaucer Legend of Good Women è stata rilevata nella Confessione (Macaulay 1908: 166).
Con l'eccezione di 74 versi "fino a Cupido e Venere" nel libro VIII, Gower non ha adottato il nuovo pentametro recentemente sperimentato da Chaucer, e che nel XV secolo divenne il metro campione della rima inglese. Mantenne invece la forma ad ottonari che era stata precedentemente il modulo normale della poesia inglese, e lo scisse in distici, piuttosto che nelle strofe che aveva impiegato nelle sue opere precedenti. Gower caratterizzò i suoi versi nella Confessio con uno stile semplice.
Questa decisione non ha sempre incontrato apprezzamento, i versi più brevi sono stati considerati, a volte, come monotona regolarità, ma la gestione della metrica da parte di Gower è stata generalmente lodata. Macaulay (1901) trova il suo stile tecnicamente superiore a Chaucer, ammirando "la morbidezza metrica dei suoi versi, raggiunta senza accento innaturale o ordine delle parole forzato". Più entusiasta sostenitore del lavoro fu C.S. Lewis, che, pur ammettendo che l'opera può essere "prosaica" e "noiosa" nei luoghi, identifica una "dolcezza e freschezza" nel verso e loda la sua "precisione e peso memorabile" (Lewis 1936: 201). Non tutte le valutazioni sono state così positive: Burrow (1971: 31) descrive come "non tanto chiaro come logoro", e rileva che le recensioni selettive dei critici precedenti sono servite per attirare l'attenzione sulle sezioni che contengono una migliore poesia, ma non sono rappresentative del lavoro nel suo complesso.
La lingua è la stessa normale di Londra utilizzata da Chaucer. Il vocabolario di Gower è colto, con ampio uso di termini presi in prestito dal francese e dal latino, alcuni dei quali apparentemente originali; per esempio, in Confessione si trova per la prima volta in un testo inglese la parola "storia". Che il lavoro era rivolto a un pubblico istruito emerge dall'inserimento di un'epigrafe in latino all'inizio di ogni sezione principale.

## Struttura e argomento
La Confessio è suddivisa in un prologo e otto libri, suddivisi in maniera tematica. La struttura narrativa su tre livelli: la materia esterna, la cornice narrativa e le singole storie che costituiscono il grosso del lavoro.

## Edizioni
- George Campbell Macaulay, ed (1901). The Works of John Gower. Oxford: Clarendon Press.
- Peck, Russell A., ed (2000, 2003, 2005). Confessio Amantis. Kalamazoo: Medieval Institute Publications.